# Les Yeux de la momie
Pour les articles homonymes, voir La Momie.
Pour plus de détails, voir Fiche technique et Distribution.
Les Yeux de la momie (Die Augen der Mumie Ma) est un film allemand muet réalisé par Ernst Lubitsch, sorti en 1918.

## Synopsis
Le jeune peintre Albert Wendland est en tournée d'étude en Egypte et, en marchant dans le désert, il rencontre une belle habitante. Le lendemain, il entend en passant que le Prince Hohenfels veut visiter la chambre funéraire de la Reine Ma, mais cela n'est pas recommandé car jusqu'ici chaque visite a apporté le malheur. L'une des « victimes » ne s'exprime plus qu'avec les yeux.
Wendland recherche sur le marché du Caire un guide pour aller à la tombe. Plusieurs refusent. Quand il est arrivé à la tombe, l'Arabe Radu lui montre l'intérieur de la chambre funéraire. Wendland reconnaît immédiatement que les « yeux » qui ornent les reliefs muraux sont vivants et il découvre, après une courte altercation avec Radu, la jeune fille qu'il avait vue la veille.
Elle raconte à Wendland comment elle a été enlevée, il y a plusieurs années, par Radu sur un lac et comment elle a été amenée dans cette pièce cachée de la chambre funéraire. Elle lui est maintenant redevable. Wendland prend la femme, qui se nomme Ma, avec lui. Un peu plus tard le Prince Hohenfels découvre dans le désert Radu épuisé dans le sable et décide de l'emmener. Radu propose de devenir un serviteur du Prince et accepte de le suivre en Europe. Son but est de récupérer Ma.
Wendland voyage avec Ma en Europe. Le tempérament vif de l'Orientale et la méconnaissance des coutumes et des mœurs européennes font partie de son introduction dans la société. Ne sachant pas danser la valse, Ma fait une démonstration de danse orientale, les hommes sont éblouis et elle est embauchée pour le vaudeville Alhambra.
Le Prince Hohenfels et Radu, qui est maintenant employé comme domestique, ont assisté à un événement avec la danseuse Ma. Quand ses yeux rencontrent ceux de Radu, elle est choquée. Radu se cache dans sa loge dans une malle de linge, mais celle-ci est envoyée chez elle.
Lors d'un vernissage, Hohenfels voit une image de Wendland et Ma sur une photo. Il les invite tous les deux pour admirer sa collection. Alors que les hommes parlent, un choc se passe entre Ma et Radu. Elle le voit derrière elle dans un miroir et il est hypnotisé par son regard. Il a besoin de quelques jours de repos au lit pour retrouver ses esprits.
Dans une lettre, apportée par Radu, Hohenfels a annoncé à Wendland qu'il a acheté le portrait de l'exposition. Ma est horrifiée et demande à son mari de faire l'acquisition du négatif. Hohenfels accepte. Pendant ce temps, Radu, poussé par la vue de Ma dans la peinture, se suicide. Wendland et Hohenfels trouvent la mort.

## Fiche technique
- Titre : Les Yeux de la momie
- Titre original : Die Augen der Mumie Ma
- Réalisation : Ernst Lubitsch
- Scénario : Hanns Kräly et Emil Rameau
- Photographie : Alfred Hansen
- Direction artistique : Kurt Richter
- Société de production : Projektions-AG Union (PAGU)
- Distribution : Universum Film (UFA)
- Pays d'origine :  Empire allemand
- Langue : allemand
- Genre : Film d'horreur
- Format : noir et blanc - film muet
- Durée : 63 minutes ( États-Unis)
- Dates de sortie : 
  -  Empire allemand : 3 octobre 1918
  -  États-Unis : 25 juin 1922

## Distribution
- Pola Negri : Ma
- Emil Jannings : Radu, an Arab
- Harry Liedtke : Albert Wendland, un peintre
- Max Laurence : Prince Hohenfels